# Euphorbia thompsonii
Euphorbia thompsonii là một loài thực vật có hoa trong họ Đại kích. Loài này được Holmboe mô tả khoa học đầu tiên năm 1914.